# Vicente Moncho
Vicente Moncho (San Juan, Argentinië, 10 juli 1939) is een hedendaags Argentijns componist en dirigent.

## Levensloop
Zijn studies deed hij aan de School of Music at the National University of Cuyo, in Mendoza, Argentinië in de vakken viool en muziekonderwijs. Verder studeerde hij viool bij Humberto Carfi, die aan de beroemde Accademia Nazionale di Santa Cecilia in Rome afgestudeerd had. Aansluitend werkte hij in verschillende kamerorkesten in Buenos Aires en omgeving en eveneens in de La Plata Symphony Orchestra in Buenos Aires tot 1965. Daarna ging hij naar Córdoba, Argentinië, en deed privéstudies in muziektheorie en compositie bij bekende muziekleraren. In 1971 ging hij studeren aan de Universidad Nacional de Córdoba - Facultad de Filosofía y Humanidades - Escuela de Artes in Córdoba, Argentinië, in de vakken compositie, contrapunt en fuga waar hij binnen twee jaren met beste cijfers afstudeerde. 
Nu is hij professor aan deze universiteit voor compositie, orkestratie en instrumentatie. Hij werd onderscheiden met talrijke nationale prijzen. In de late jaren tachtig en in het begin van de jaren negentig werd zijn naam ook bekend buiten Argentinië. Op zijn initiatief hen werd vanaf 1980 de Latin-American Composers Meeting en ook de Conferencias Regionales Sud-Americanas de Compositores, Arregladores y Directores de Banda Sinfónica geïnstalleerd. In 1993 ging hij voor een bepaalde tijd naar Canada om een onderzoek voor de Canadese overheid uit te voeren. In hetzelfde jaar was hij te gast bij de 6e WASBE-Conference in Valencia, Spanje. Twee jaren later werd hij lid van het Board of Directors van deze wereldorganisatie. 
Als componist is hij vooral bekend door zijn werken voor harmonieorkest. Maar zijn werken werden door vele orkesten in de hele wereld gespeeld.

## Composities

### Werken voor orkest
- 1968 Preludio y Fuga, voor strijkers
- 1973 Transmutations
- 1974 Transmutations II and Meetings voor strijkers
- 1975 Introspección, voor orkest
- 1990 Encuentros, voor strijkorkest
- 1990 Crecientes, voor orkest
- 1995 El Don del Águila, voor orkest
- 2001 Música para Verónika, voor klarinet en strijkorkest
- 2004 Un Retrato de Dorian y Ben voor fagot, strijkersensemble en slagwerk
- 2005 Devenir, voor viool en orkest
- 2009 La Noche Oscura, voor mezzosopraan, gemengd koor en orkest
- Growing up and Introspection
- Three Symphonic Structures

### Werken voor harmonieorkest
- 1985 Acontecer, voor viool, blaasensemble en slagwerk
- 1990-1991 El Don del Aguila, voor harmonieorkest
- 1992 Ondas, voor sopraan en harmonieorkest
- 1992/1993 I heard you solemn-sweet pipes of the organ..., voor harmonieorkest
- 1994 ...de Tango (in drie versies: (1) voor acht spelers, 1994 voor harmonieorkest en 1996 voor orkest)
- 1999 Música, voor viool en harmonieorkest
- 2003 Tres Piezas para Sebastián, voor slagwerk solo en harmonieorkest
- 2004 Música con un toque de tango voor altsaxofoon solo, koperblazers en slagwerk
- 2004 Tango Band, voor harmonieorkest
- 2008 Tocancitango, voor harmonieorkest
- 2008 Ultreya, voor harmonieorkest
- Happening voor viool en instrumental groep
- Homenaje a Paco Campillo, voor harmonieorkest
- The Gift of the Eagle, Vibs voor sopraan en harmonieorkest

### Muziektheater

#### Opera's
| Voltooid in | titel      | aktes | première | libretto |
| ----------- | ---------- | ----- | -------- | -------- |
|             | To Be Fair |       |          |          |

#### Balletten
| Voltooid in | titel                  | aktes | première | libretto | choreografie |
| ----------- | ---------------------- | ----- | -------- | -------- | ------------ |
| 1982        | El Regreso de Anaconda |       |          |          |              |

### Vocale muziek

#### Werken voor koor
- 1986 Dos Canciones para Federico, voor gemengd koor

#### Liederen
- 2007 Ave María, voor sopraan en blaasensemble

### Kamermuziek
- 1978 Invención, voor dwarsfluit, klarinet, viool, altviool en cello
- 1982 Tres piezas, voor viool, klarinet en piano
- 1986 Zes bagatelles voor fluit, klarinet en gitaar en solo's voor viool, fluit, cello en sopraan
- 1987 Abstrales, voor dwarsfluit en piano
- 1989 Nazuna voor klarinetkwartet met vocaalkwartet
- 1996 Música, voor dwarsfluit en gitaar